# 保罗·威尔斯
保罗·威尔斯（英語：Paul Wells，1930年2月12日—2005年9月1日）美国音频工程师。他曾2次提名奥斯卡最佳音响效果奖。

## 部分影视作品
- 转折点（英语：The Turning Point (1977 film)） (1977)[2]
- 歌声泪痕（英语：The Rose (film)） (1979)[3]